# Apparitions
Apparitions – debiutancki album zespołu Hungry Lucy wydany w 2000. W sierpniu 2001 nakładem Alfa Matrix wydano zremasterowaną wersję pt. Apparitions: Revisited zawierającą oryginalne utwory i remiksy niektórych z nich wykonane przez europejskich artystów.

## Lista utworów

### Apparitions
1. Alfred (4:47)
2. Blue Dress[1] (4:08)
3. Bound In Blood [insomnia mix] (4:37)
4. Grave (5:31)
5. Blame (4:10)
6. Stretch (4:56)
7. Journey (3:47)
8. Cover Me (5:24)
9. Bound in Blood [waltz lullaby] (3:28)
10. Bed Of Flames (4:14)
11. Stretch [battery mix] (6:14)
12. Grave [digger mix] (4:54)
13. Ode (3:07)
14. Goodbye (2:47)

### Apparitions: Revisited
1. Blame
2. Stretch
3. Alfred
4. Journey
5. Bound In Blood [insomnia mix]
6. Grave
7. Blue Dress
8. Cover Me
9. Bed Of Flames
10. Stretch [neverwood mix]
11. Alfred [timeless mix]
12. Grave [no comment mix]
13. Stretch [mnemonic mix]
14. Ode
15. Goodbye